# Лесная саванна Южного Конго
Лесная саванна Южного Конго — экологический регион, расположенный на юге Демократической Республики Конго и севере Анголы. Статус сохранности экорегиона оценивается как уязвимый, специальный код экорегиона — AT0718.

## Флора и фауна
Флора представляет собой смесь сухих лесов, тропических лесов, редколесий, кустарников и пастбищ, а вдоль водных путей растут галерейные леса. Среди конкретных растений в экорегионе произрастают виды рода акация и виды Garcinia polyantha, Khaya nyasica, Stereospermum kunthianum, Treculia africana, аннона сенегальская и финик отклонённый.
Фауна богатая, в экорегионе обитает множество различных видов антилоп и большое количество африканских слонов, дикие животные также включают бушбоков и красных буйволов.

## Состояние экорегиона
За последние 10 миллионов лет экорегион претерпел значительные климатические колебания.
В настоящее время население невелико, имеется только одна охранная территория. Неизвестное влияние на экорегион оказали военные действия. Пока в регионе не восстановится стабильность, вряд ли будут проведены какие-либо работы по его сохранению.

## Провинции, полностью или частично расположенные в экорегионе
- Ангола: Северная Лунда, Уиже, Южная Лунда;
- ДР Конго: Верхнее Ломами, Восточное Касаи, Касаи, Кванго, Квилу, Киншаса, Ломами, Луалаба, Лулуа, Маи-Ндомбе, Маниема, Санкуру, Танганьика, Южное Киву.